# Sonora (pustynia)
Sonora (hiszp. Desierto de Sonora, ang. Sonoran Desert) – pustynia o powierzchni 311 tys. km² zajmująca południowo-zachodnią część Arizony i południowo-wschodniej Kalifornii oraz część meksykańskich stanów: Baja California i Sonora. Pustynia Sonora stanowi też część linii brzegowej Zatoki Kalifornijskiej. W jej skład wchodzą pustynie: Colorado, Yuma i Altar.
Panuje tu klimat zwrotnikowy, wybitnie suchy. Roczna suma opadów wynosi poniżej 150 mm. Gdzieniegdzie występują wysychające rzeki i jeziora.
Duża jej część jest nawadniana i wykorzystywana w celach rolnych. Znajdują się tu także liczne ośrodki turystyczne (jak np. Palm Springs), rezerwaty Indian (Gila Bend) i rezerwaty przyrody (Organ Pipe Cactus).

## Galeria

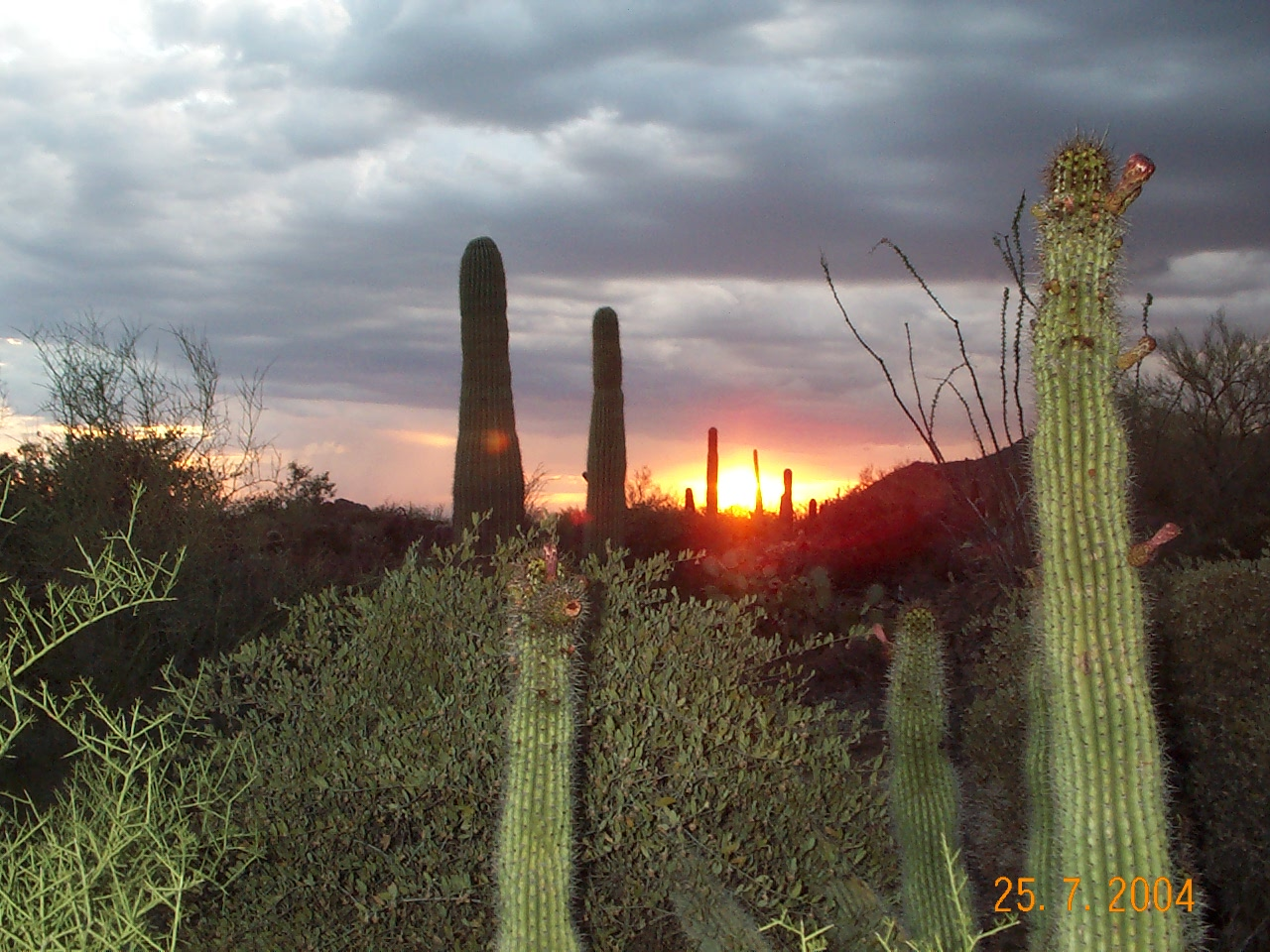
Roślinność na pustyni Sonora
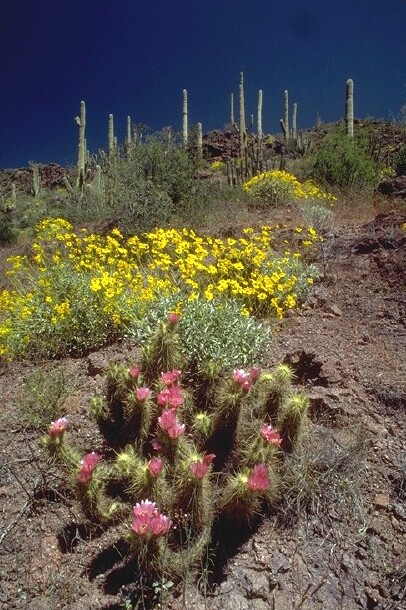
Roślinność na pustyni Sonora
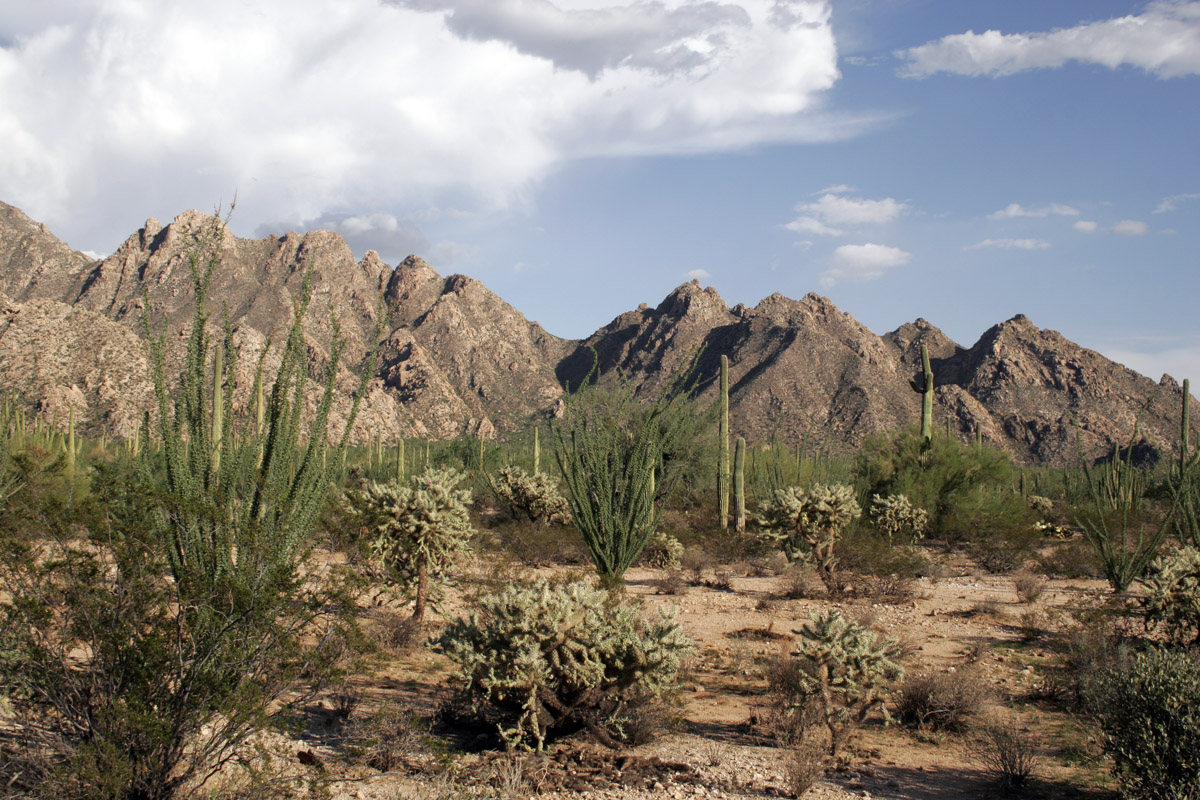
Roślinność na pustyni Sonora
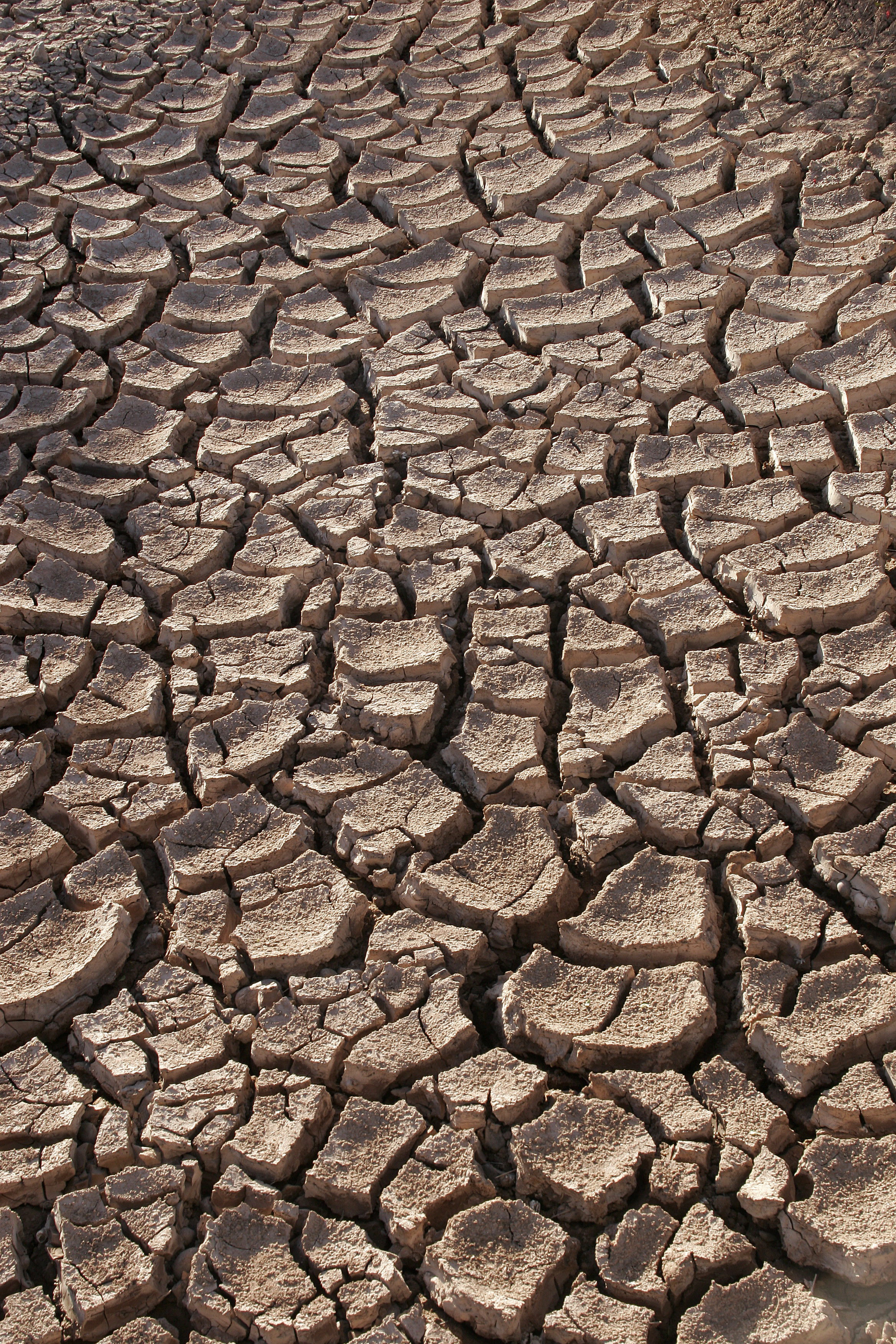
Gleba pustyni Sonora
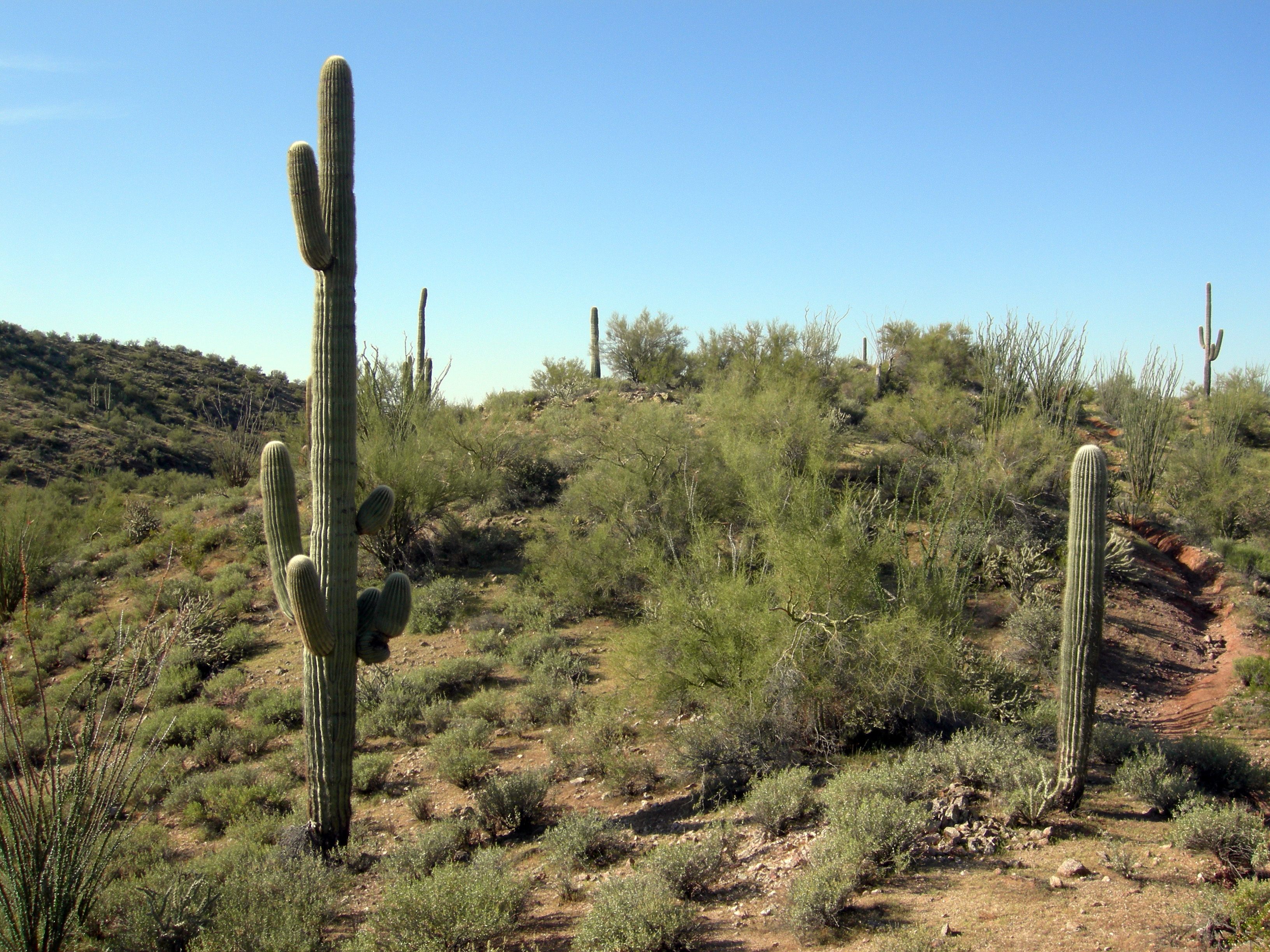
Pustynia w okolicach Wickenburga
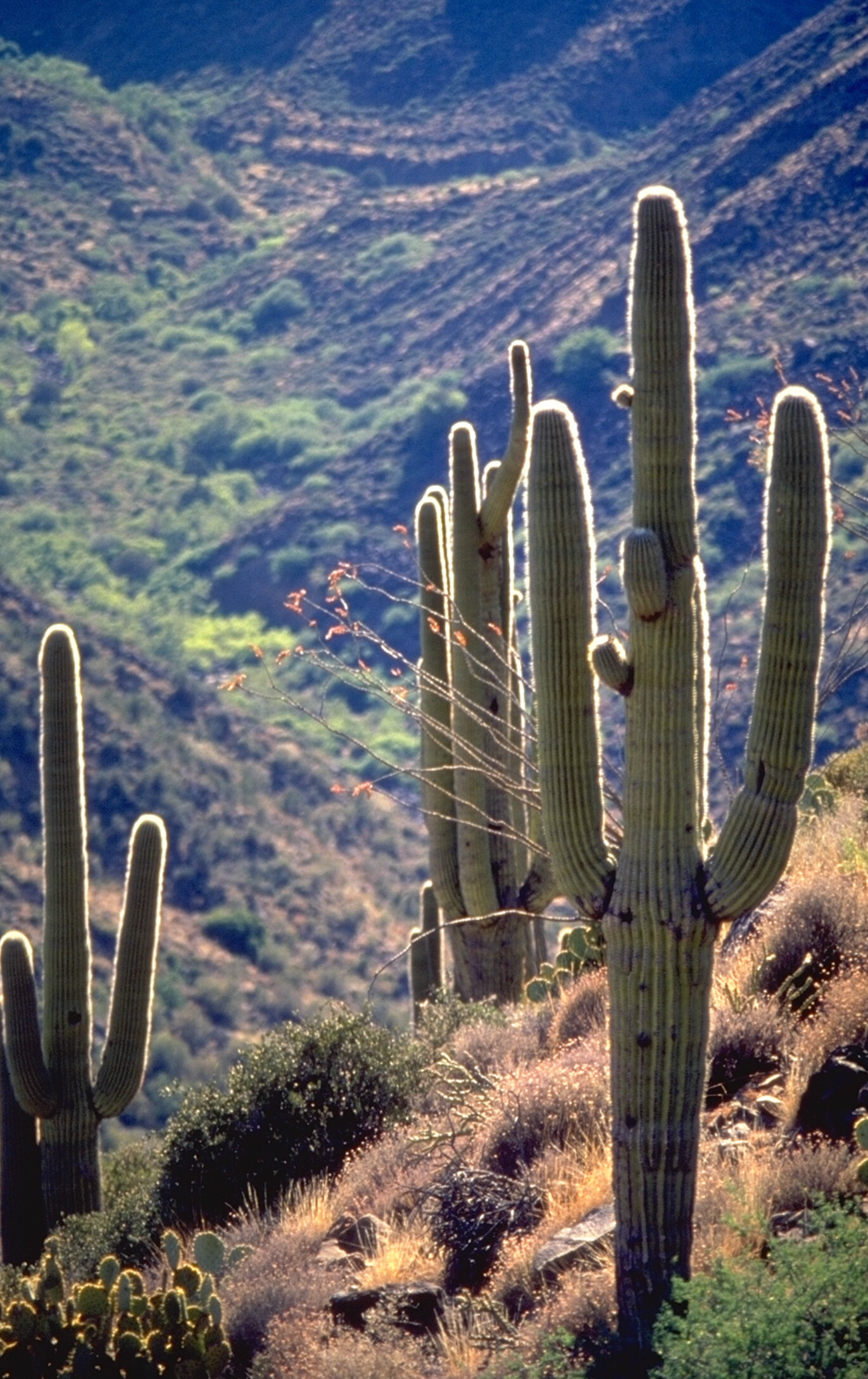
Roślinność pustyni